# Наркобизнес в Колумбии

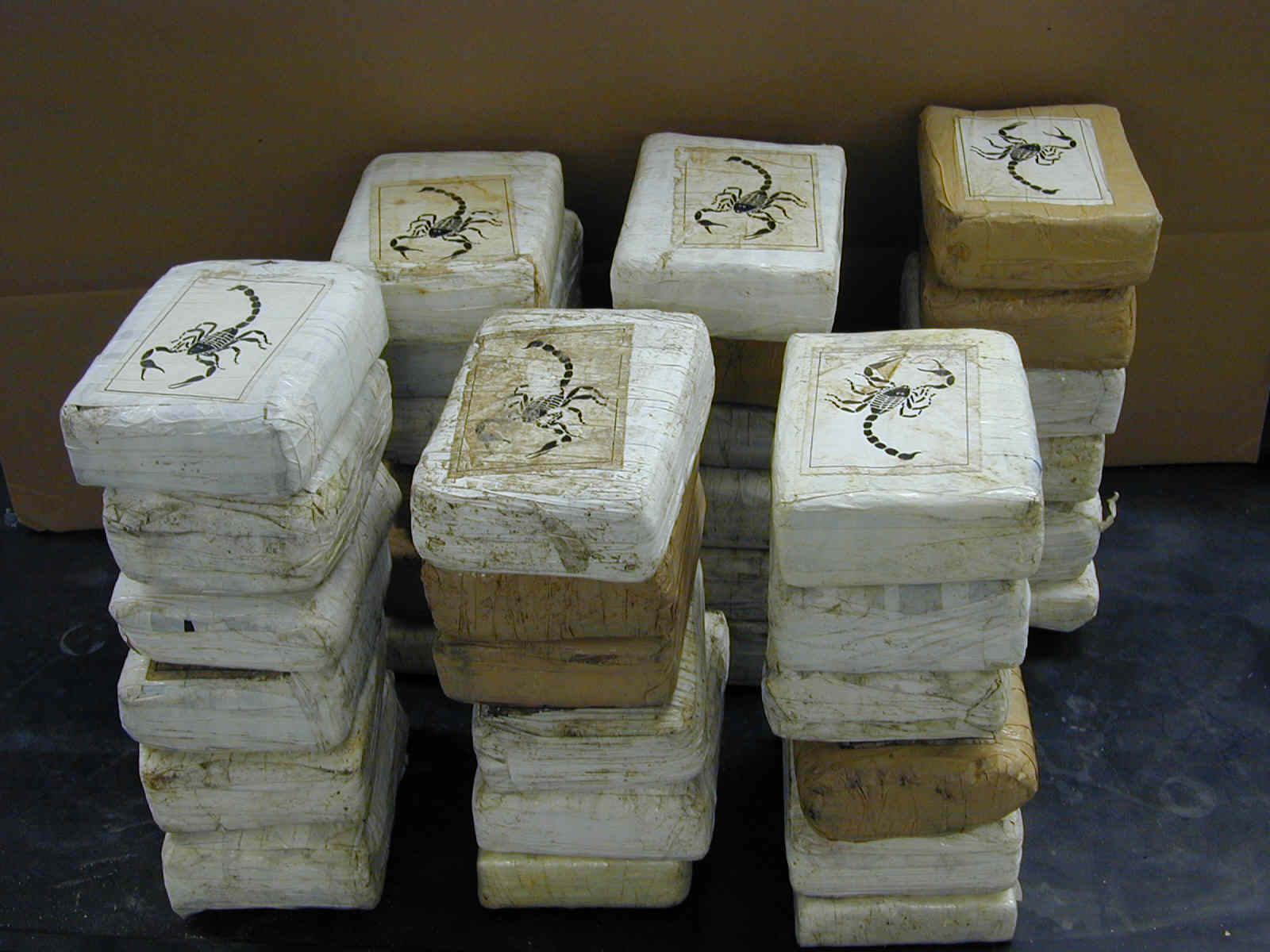
Упаковки кокаина

Незаконный оборот наркотиков чрезвычайно широко распространён в Колумбии, в период между 1993 и 1999 годами Колумбия стала основным производителем коки и кокаина в мире, а также одним из основных экспортёров героина. По состоянию на 2011 год, Колумбия оставалась крупнейшим производителем кокаина в мире. Главари колумбийского наркобизнеса («колумбийские наркобароны»), такие как Пабло Эскобар и Карлос Ледер, сколотили огромные состояния и долгое время входили в круг самых богатых и опасных людей в мире.
Бурное развитие наркобизнеса в Колумбии во многом было обусловлено мировым спросом на психоактивные вещества в 1960 −1970-х годах, наличием плантаций коки в стране, низким уровнем жизни населения и в силу этого — сравнительно низкой себестоимостью производства наркотиков на основе коки. Так, стоимость 1 килограмма кокаина в Колумбии составляет $1500, а у наркодилеров США доходит до $ 50 000.
С начала 1970-х, когда правительство США объявило войну наркотикам, США и европейские страны оказывают финансовую, материально-техническую, тактическую и военную помощь правительству Колумбии в целях реализации планов по борьбе с незаконным оборотом наркотиков. Наиболее известным планом по борьбе с наркобизнесом был План «Колумбия», предназначенный также для борьбы с ультралевыми организациями, такими как ФАРК, которые контролируют многие районы выращивания коки на протяжении последних десятилетий.
Благодаря усилиям правительства Колумбии производство наркотиков в стране медленно снижается. По одним данным, после пика производства кокаина в 2000 году, в 2010 году его производство сократилось на 60 %, но, согласно другим данным, оно, наоборот, выросло с 463 тонн в 2001 году до 610 тонн в 2006 году. Уровень преступности, связанной с наркобизнесом, чрезвычайно высок, количество умышленных убийств в стране в период 1995—2011 составило 33,4 на 100 тысяч населения.
Несмотря на большие объёмы производства наркотиков, уровень потребления наркотиков в самой Колумбии меньше, чем в США и во многих странах Европейского Союза.
Управление Организации Объединённых Наций по наркотикам и преступности (UNODC), после анализа эффективности мер, предпринятых правительством Колумбии по борьбе с наркотиками на протяжении более 20 лет, призвал страны, где проживают основные потребители кокаина (в основном в Европе и Северной Америке) взять на себя долю ответственности в снижении спроса на кокаин.

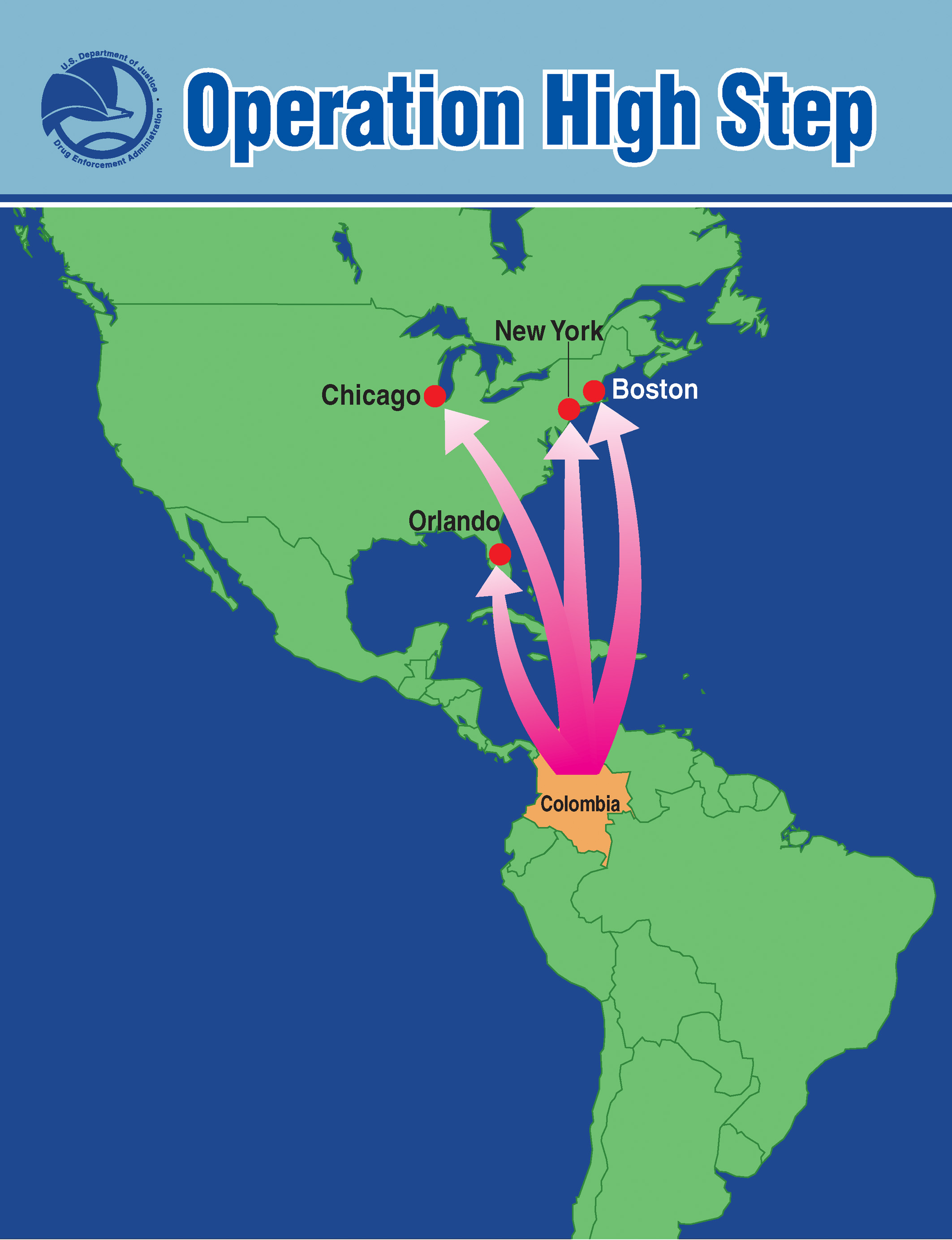
Пути колумбийского наркотрафика в США

Деятельность национальной полиции Колумбии по борьбе с незаконным оборотом наркотиков была чрезвычайно эффективной — в течение последних 10 лет в стране ежегодно арестовывали или экстрадировали более 100 наркобаронов, а колумбийские специалисты по борьбе с наркотиками консультировали своих коллег в 7 странах Латинской Америки и 12 странах Африки. Действия властей вызвали ожесточённое сопротивление наркодельцов: от рук наёмных убийц погибло по крайней мере 5 кандидатов в президенты страны: Луис Карлос Галан, Хайме Пардо Леаль, Бернардо Харамильо Осса, Альваро Гомес Уртадо и Карлос Писарро Леонгомес, а в 1985 году был осуществлён теракт в здании Дворца юстиции в Боготе, который унёс жизни 11 из 25 судей Верховного суда. Жертвами террора, развязанного наркодельцами, стали также более 3 тысяч членов партии Патриотический союз и большое количество рядовых полицейских, судей и свидетелей.

## Производство наркотиков
По данным на 2006 год, производством коки было занято примерно 67 000 домашних хозяйств, главным образом в департаментах Путумайо, Какета, Мета, Гуавьяре, Нариньо, Антьокия и Вичада. Производство кокаина из коки наносит урон экологии, экономике и национальному здравоохранению. Вырубка лесов с целью расчистки полей под плантации коки, эрозия почв и химическое загрязнение наносят ущерб окружающей среде. Бороться с этими явлениями чрезвычайно сложно из-за противодействия влиятельных кланов наркоторговцев. Многие владельцы плантации коки используют проституток для обслуживания своих работников, что приводит к быстрому распространению венерических заболеваний.. Незначительный положительный эффект от выращивания коки заключается в создании временной занятости работников плантаций, что даёт им возможность временно улучшить уровень жизни (в стране 47 % населения находится ниже уровня бедности (2008)).

## История
Запрет на наркотики в Колумбии базируется на Законе Харрисона о наркотиках 1914 года (США), который запрещает производство и потребление опиатов и кокаина (в 1937 году в закон были внесены поправки в отношении марихуаны, табака и алкоголя, а в период между 1964 и 1968 — касательно других психоактивных веществ: стимуляторов, антидепрессантов, галлюциногенов и т. д.).
Некоторые психотропные препараты в ограниченных количествах выращиваются в Колумбии местными индейскими племенами, которые традиционно используют марихуану и листья коки в ритуальных и медицинских целях.

### Марихуана
В начале 1970-х правительство США совместно с правительствами Колумбии и некоторых других стран начали кампанию под названием «война с наркотиками». Одной из крупнейших операций против наркоторговцев в 1970-х была борьба с бандой «Чёрный  тунец», базировавшейся в Майами, поставившей в США в 1970-х более чем 500 тонн марихуаны за 16-месячный срок.

### Кокаиновые и героиновые картели
В 1970-х годах в связи с ростом оборотов рынка наркотиков, колумбийские наркодилеры сформировали ряд наркокартелей — крупных преступных группировок, наиболее известные — Медельинский картель, картель Кали, Картель Северного побережья и Картель Северной долины.

#### Медельинский картель (1976—1993)
Медельинский картель во главе с Пабло Эскобаром сформировался в 1976 году и в 1980-х годах контролировал до 80 % наркорынка Колумбии. Картель первоначально занимался импортом коки из Боливии и Перу, изготовлением кокаина в Колумбии и транспортировке его в США, в том числе во Флориду, Калифорнию и Нью-Йорк.
Медельинский картель отличался крайней жестокостью и несёт ответственность за убийства сотен людей, включая должностных лиц, политиков, сотрудников правоохранительных органов, журналистов и невинных людей. Картель иногда сотрудничал с колумбийскими повстанческими организациями, в частности M-19, в интересах защиты наркотрафика.
Совместные действия правительства Колумбии и США привели к ликвидации картеля в 1993 году, Пабло Эскобар был ликвидирован при задержании, руководители картеля были арестованы или сдались властям в обмен на снижение сроков тюремного заключения. Наркокартель Энвигадо считается частичным преемником Медельинского картеля.

#### Картель Кали (1977—1998)
Картель Кали (известный также как «Джентльмены Кали») был основан в южной Колумбии братьями Гильберто и Мигелем Родригес Орехуэла совместно с Хосе Сантакрус Лондоньо, и действовал в основном в окрестностях города Кали и департаменте Валье-дель-Каука. Картель начал свою деятельность с киднеппинга, доходы от которого были затем вложены в наркоторговлю, начиная с марихуаны и кончая кокаином. Доход картеля в период расцвета, по некоторым оценкам, доходил до $7 миллиардов в год.
Картель также распространял своё влияние на органы власти и правосудия, а также оказывал поддержку группе противников Эскобара Лос Пепес. Картель Кали сыграл свою роль в борьбе с Медельинским картелем, предоставляя властям информацию о местонахождении П. Эскобара и ключевых фигур из его окружения. После ликвидации картеля было обнаружено, что картель вёл незаконное прослушивание телефонных звонков в Боготе, а также занимался отмыванием денег с использованием многочисленных подставных компаний по всей Колумбии.

#### Картель Северной долины
Картель Северной долины стал известен во второй половине 1990-х годов, после ликвидации картеля Кали и Медельинского картеля, действует главным образом на севере департамента Валье-дель-Каука. Руководителями картеля были Диего Леон Монтойя Санчес, Уилбер Варела и Хуан Карлос Рамирес Абадия. По некоторым оценкам, картель экспортировал в год более 1,2 миллиона фунтов, или 500 метрических тонн, кокаина на сумму свыше $10 млрд из Колумбии в Мексику и далее — в США.
Считается, что для защиты маршрутов наркотрафика, своих лабораторий и персонала Картель Северной долины пользовался услугами Объединённых сил самообороны Колумбии (AUC) — вооружённой антиправительственной группировки правого толка, признанной Государственным департаментом США в 2004 году одной из 37 иностранных террористических организаций.

#### Картель Северного побережья
Картель Северного побережья был основан в колумбийском городе Барранкилья на побережье Карибского моря, его возглавлял Альберто Орландес-Гамбоа по прозвищу «Улитка». Картель организовал контрабанду кокаина в Соединённые Штаты и Европу через порты Северного побережья Колумбии и Карибский бассейн. Влияние Гамбоа в кругах наркодельцов в этом регионе было столь велико, что у него запрашивали разрешение на убийство тех или иных лиц.
6 июня 1998 года Гамбоа был арестован в Барранкилье в результате совместной операции Управления по борьбе с наркотиками США и национальной полиции Колумбии и доставлен в Боготу, а в августе 2000 года экстрадирован в США. 13 марта 2003 года Гамбоа признал себя виновным в незаконном обороте наркотиков, в частности в поставках нескольких десятков тонн кокаина в Нью-Йорк и другие города США. После ареста Гамбоа структуры картеля Северного побережья были ликвидированы колумбийской национальной полицией.

## Договор с США об экстрадиции
Между США и Колумбией был заключён договор об экстрадиции, что позволило Колумбии выдавать колумбийских наркодельцов в США, где они представали перед судом за свои преступления. В условиях Колумбии аресты и тюремное заключение наркодельцов оказывались неэффективным, поскольку они путём устрашения либо подкупа сводили на нет деятельность местных правоохранительных органов и продолжали руководить своим бизнесом из мест заключения. Так, благодаря этому договору были выданы США и получили длительные сроки заключения ближайшие соратники П.Эскобара Фабио Очоа и Карлос Ледер.

## Влияние наркобизнеса на политику правительства Колумбии
В 1980-х Медельинский картель обладал огромным влиянием в стране. Лидер картеля Пабло Эскобар не скрывал своих политических амбиций — в 1982 году он был избран замещающим членом Национального конгресса Колумбии (то есть голосовал за отсутствующих депутатов) и намеревался выдвинуть свою кандидатуру в президенты страны. Это вызвало противодействие со стороны широких общественных кругов, в частности, известный колумбийский журналист и политик Луис Карлос Галан обвинил П.Эскобара в использовании «кокаиновых денег» в предвыборной кампании и в 1984 году добился исключения Эскобара из членов Конгресса. В 1989 году Галан был убит в результате покушения, убийство его до конца не было раскрыто.
Один из ближайших соратников П.Эскобара, Карлос Ледер, также попытался заняться политикой, используя свои средства, нажитые в наркобизнесе. Он создал общественное движение популистского толка, финансировал бесплатные программы образования и здравоохранения для сельских районов, а также строительство домов для обитателей трущоб. Риторика его выступлений носила антиамериканский, антисоветский и антиимпериалистический характер. Политические амбиции лидеров Медельинского картеля стали дополнительным стимулом для властей Колумбии для усиления борьбы с наркобизнесом.
В отличие от Медельинского картеля, лидеры картеля Кали вели гораздо более тонкую политику, отказываясь от прямой конфронтации с властями страны. Многие из лидеров картеля были выходцами из богатых и влиятельных семей, и были склонны вкладывать свои доходы от торговли кокаином в законный бизнес, в частности, фармацевтическую и химическую промышленность (что, в свою очередь, давало возможность легально приобретать химикаты, необходимые для производства кокаина в колумбийских лабораториях для последующего экспорта в США).
Глава Управления по борьбе с наркотиками США (DEA) однажды заявил в Боготе, что по сравнению с боссами Медельинского картеля, боссы картеля Кали были «более изысканными, более культурными» DEA периодически оставляло в неприкосновенности структуры картеля Кали в обмен на информацию о местонахождении членов Медельинского картеля.

## Влияние на внутренние вооруженные конфликты
Известно о многочисленных связях между наркокартелями и организациями колумбийских инсургентов, которые с 1960-х ведут войну против правительства Колумбии. Так, Медельинский картель сотрудничал с колумбийскими повстанческими организациями, в частности M-19, в интересах защиты наркотрафика.
Антиправительственные вооружённые формирования, в свою очередь, увидели в незаконной торговле наркотиками источник финансирования своих движений.
После ликвидации Медельинского картеля и картеля Кали в 1990-х годах, некоторые из организаций инсургентов, которые контролировали маршруты наркотрафика, создали Картель Северной долины. Революционные вооружённые силы Колумбии и Армия национального освобождения установили контроль за районами выращивания коки в колумбийской Амазонии и обложили «налогом» доходы от продажи кока-пасты. Некоторые военизированные группировки изначально выросли из частных армий кокаиновых картелей.
По мнению американских экспертов М.Писени и М.Дурнема, «Укрепление Революционных вооруженных сил Колумбии (ФАРК) в 1990-х было непреднамеренным последствием ряда тактических успехов в антинаркотической политике США. Эти успехи подтолкнули возделывание коки в контролируемых ФАРК районах, что дало ФАРК беспрецедентные возможности для извлечения ресурсов из производства кокаина для того, чтобы усилить свою борьбу против колумбийского государства».